# Cireșel, Vijnița
Cireșel, întâlnit și sub forma Cereșenca (în ucraineană Черешенька, transliterat Cereșenka și în germană Czereszanka) este un sat reședință de comună în raionul Vijnița din regiunea Cernăuți (Ucraina). Are 1,084 locuitori, preponderent ucraineni (huțuli).
Satul este situat la o altitudine de 441 metri, în partea de centru a raionului Vijnița.

## Istorie
Localitatea Cireșel a făcut parte încă de la înființare din regiunea istorică Bucovina a Principatului Moldovei. În ianuarie 1775, ca urmare a atitudinii de neutralitate pe care a avut-o în timpul conflictului militar dintre Turcia și Rusia (1768-1774), Imperiul Habsburgic (Austria de astăzi) a primit o parte din teritoriul Moldovei, teritoriu cunoscut sub denumirea de Bucovina. După anexarea Bucovinei de către Imperiul Habsburgic în anul 1775, localitatea Cireșel a făcut parte din Ducatul Bucovinei, guvernat de către austrieci, făcând parte din districtul Vijnița (în germană Wiznitz). A fost parte a moșiilor familiei Wassilko. 
După Unirea Bucovinei cu România la 28 noiembrie 1918, satul Cireșel a făcut parte din componența României, în Plasa Răstoacelor a județului Storojineț. Pe atunci, majoritatea populației era formată din ucraineni, existând și o comunitate importantă de români. În perioada interbelică a funcționat la Cireșel-Catrineni (în germană Katharinendorf) Societatea "Jugenbund Edelweiss" .
Ca urmare a Pactului Ribbentrop-Molotov (1939), Bucovina de Nord a fost anexată de către URSS la 28 iunie 1940, reintrând în componența României în perioada 1941-1944. Apoi, Bucovina de Nord a fost reocupată de către URSS în anul 1944 și integrată în componența RSS Ucrainene. 
Începând din anul 1991, satul Cireșel face parte din raionul Vijnița al regiunii Cernăuți din cadrul Ucrainei independente. Conform recensământului din 1989, numărul locuitorilor care s-au declarat români plus moldoveni era de 3 (2+1), adică 0,34% din populația localității . În prezent, satul are 1.084 locuitori, preponderent ucraineni.

## Demografie
Componența lingvistică a comunei Cireșel
     Ucraineană (99,17%)
     Alte limbi (0,83%)
Conform recensământului din 2001, majoritatea populației comunei Cireșel era vorbitoare de ucraineană (99,17%), existând în minoritate și vorbitori de alte limbi.
1989: 876 (recensământ)
2007: 1.084 (estimare)

### Recensământul din 1930
Componența etnică a comunei Cireșel (județul Storojineț)
     Români (2,21%)
     Ruteni (95,29%)
     Polonezi (2,5%)
Componența confesională a comunei Cireșel
     Ortodocși (96,68%)
     Romano-catolici (3,32%)
Conform recensământului efectuat în 1930, populația comunei Cireșel se ridica la 723 locuitori. Majoritatea locuitorilor erau ruteni (95,29%), cu o minoritate de români (2,21%) și una de polonezi (2,50%). Din punct de vedere confesional, majoritatea locuitorilor erau ortodocși (96,68%), dar existau și romano-catolici (3,32%).

## Obiective turistice
- Monumentul Luptei pentru libertatea Ucrainei, în secolul al XX-lea [5]